# Enicospilus gamezi
Enicospilus gamezi là một loài tò vò trong họ Ichneumonidae.